# Milenov
Milenov je obec ležící v okrese Přerov v Moravské bráně, nedaleko města Hranice. Žije zde 425 obyvatel.

## Historie
Název obce vznikl pravděpodobně od jména "Milan". První písemná zmínka o obci pochází z roku 1353, kdy se v pramenech název obce uvádí jako "in villa Mylenow". Od roku 1371 je pak v pramenech uváděn název obce jako "Milenov".

## Doprava
Územím obce prochází dálnice D1 a silnice III/44025 Klokočí – Milenov – Uhřínov.

## Osobnosti
Narodil se zde František Alois Šrom (1845–1899), moravský právník a politik.

## Pamětihodnosti
Jednou z pamětihodností obce Milenov je kaple Nanebevzetí panny Marie. Základní kámen byl položen 24. června roku 1867. Jedná se o menší stavbu s jednoduchým tvaroslovím, jejíž projekt nevyžadoval náročnější práci architekta. Samotná stavba probíhala v letech 1897 až 1902. Předtím stávala v obci dřevěná zvonice. Přibližné vnější rozměry kaple jsou 6,75 m×8,4 m. Na kapličce jsou sluneční hodiny s nápisem „Smrt jistá hodina nejistá“.
Dále se v obci nachází pískovcový pomník se jmény sedmnácti milenovských občanů, kteří padli v bojích během první světové války. 

## Zajímavosti
Severně od obce v Oderských vrších je startovací místo pro paragliding.

## Galerie

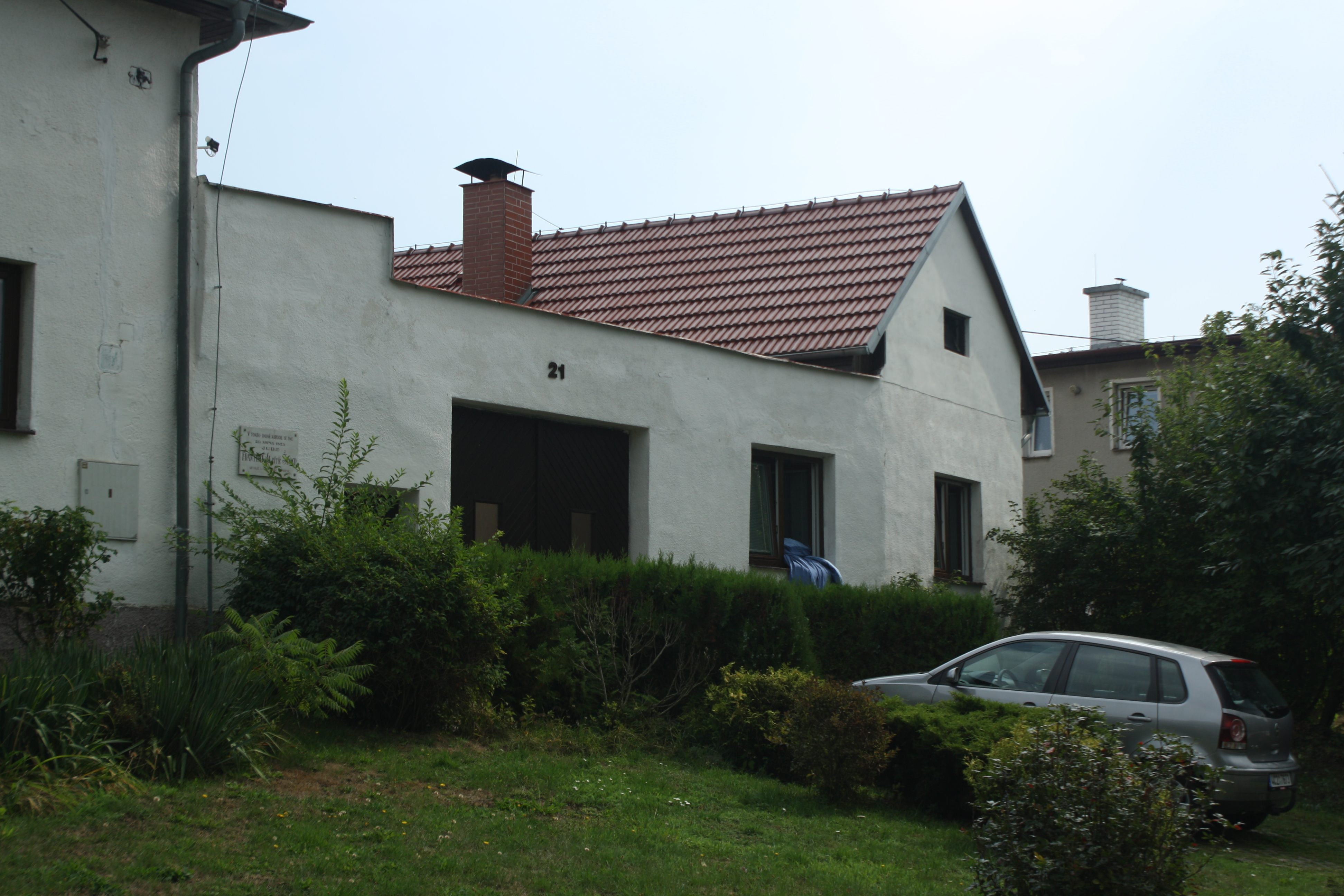
Rodný dům Františka Aloise Šroma
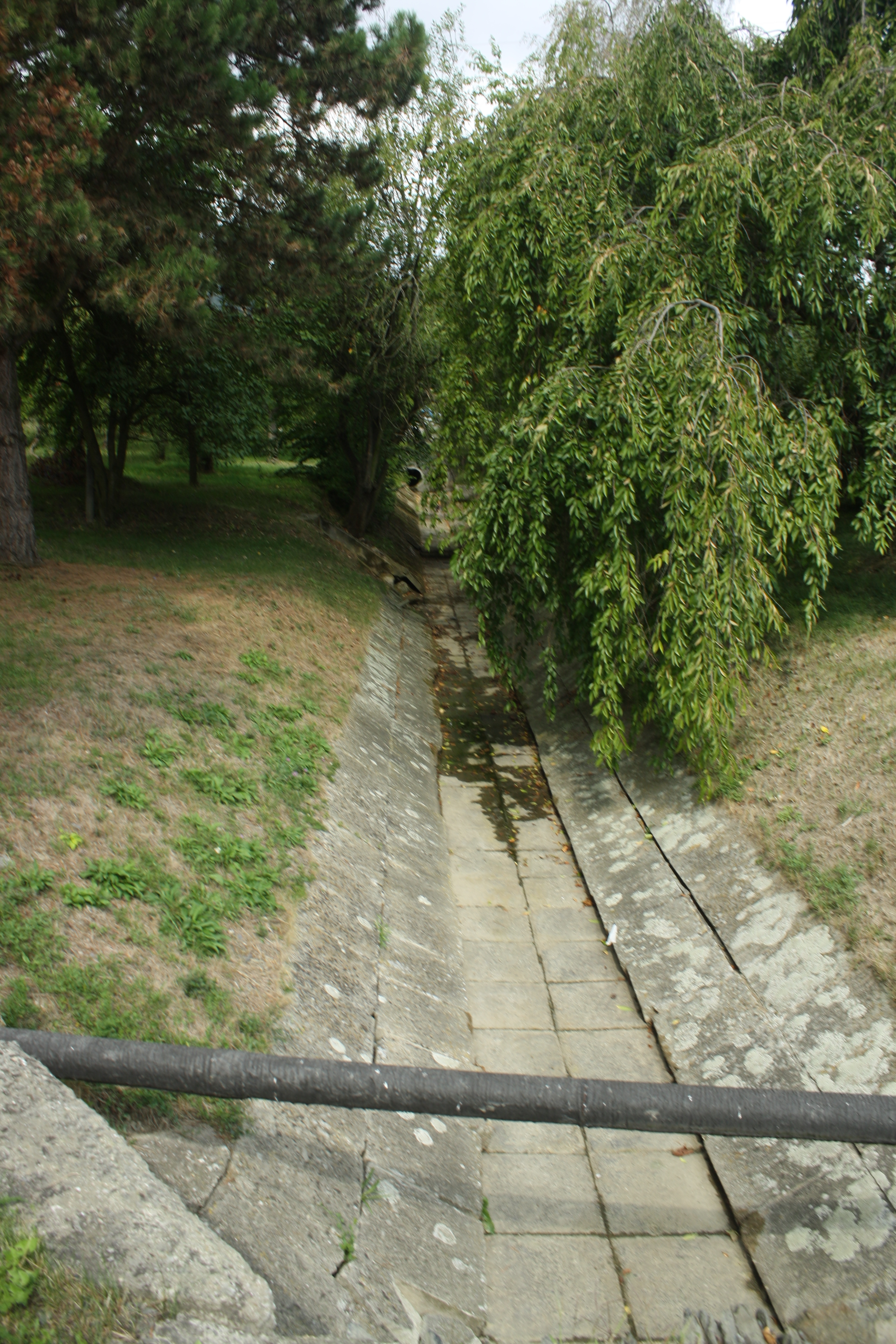
Potok Milenovec
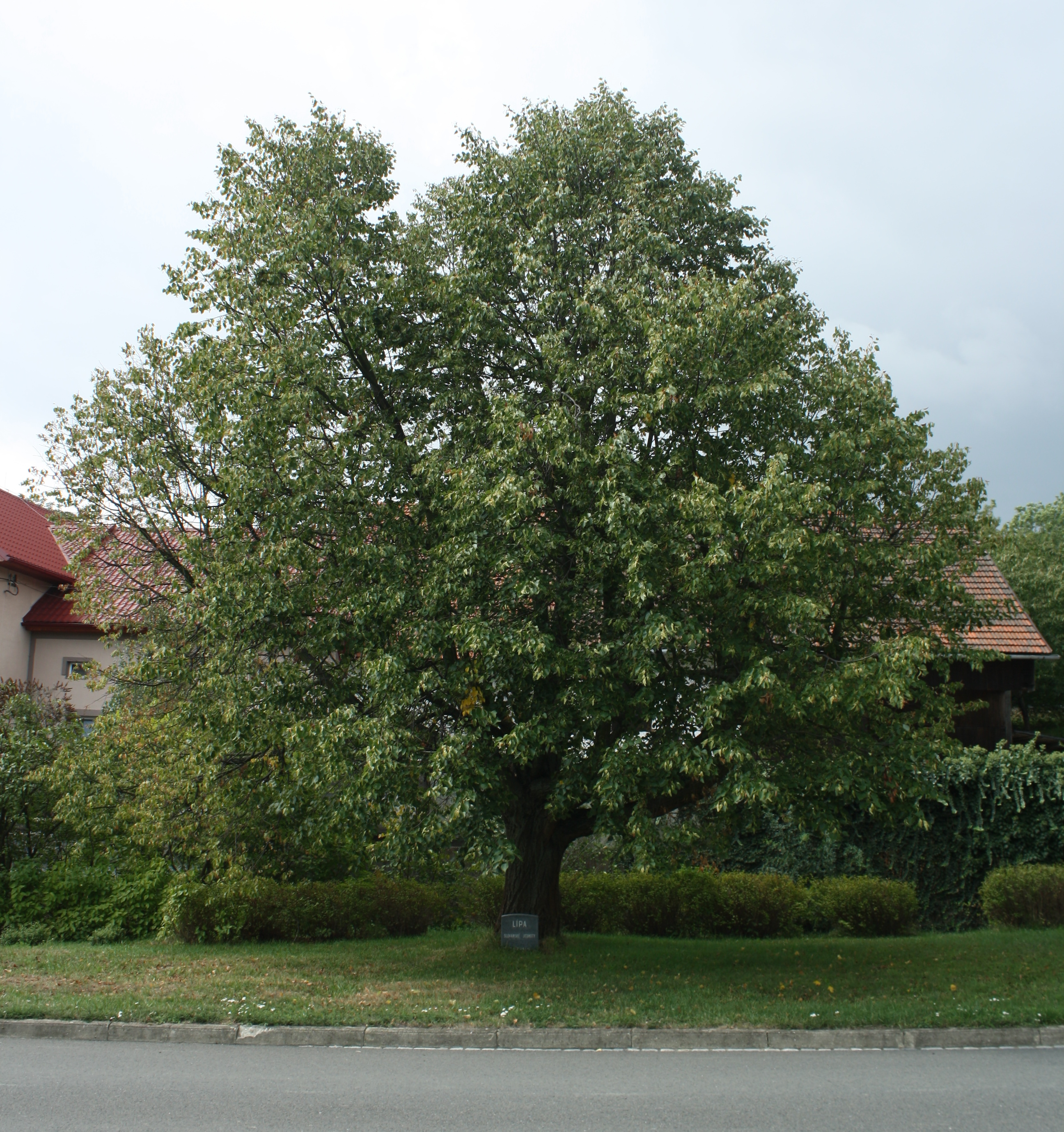
Lípa slovanské vzájemnosti v obci